# Kasper Giedroyć
Kasper Piotr Giedroyć herbu Hippocentaurus (zm. 5 stycznia 1797) – duchowny pisarz wielki litewski w 1790 roku, kanonik żmudzki. 23 sierpnia 1792 roku złożył w Warszawie akces do konfederacji targowickiej, kawaler orderu świętego Stanisława (1790).